# رولز-رویس گنوم
رولز-رویس گنوم (به انگلیسی: Rolls-Royce Gnome) یک موتور هواگرد ساختِ کارخانهٔ رولز-رویس لیمیتد در کشور بریتانیا است.